# Bénévent-et-Charbillac
Bénévent-et-Charbillac korábbi község (település) Franciaországban, Hautes-Alpes megyében. 2013. január 1-jén a korábbi Saint-Bonnet-en-Champsaur és Les Infournas községgel egyesült és Saint-Bonnet-en-Champsaur új község része lett.
Lakosainak száma 287 fő (2018. január 1.). Bénévent-et-Charbillac Les Infournas, La Motte-en-Champsaur, Poligny, Saint-Bonnet-en-Champsaur és Saint-Eusèbe-en-Champsaur községekkel határos.

## Népesség
A település népességének változása:
| Lakosok száma | 223  | 214  | 221  | 221  | 260  | 292  | 274  | 276  | 287  |
|               | 1968 | 1975 | 1982 | 1990 | 1999 | 2006 | 2015 | 2017 | 2018 |